# 오쿠라야마역 (가나가와현)
오쿠라야마역(일본어: 大倉山駅, おおくらやまえき)은 일본 가나가와현 요코하마시 고호쿠구에 있는 도쿄 급행 전철의 역이다. 역 번호는 TY15이다.

## 역사
- 1926년 2월 14일: 후토오역으로 영업 개시.
- 1932년 3월 31일: 오쿠라야마역으로 역명 변경.
- 1936년 6월: 구내 건널목이 폐지됨과 동시에 지하도가 완성됨.
- 1974년 2월: 자동 개찰기 설치.
- 1984년: 승강장 직선화.

## 역 구조
상대식 승강장 2면 2선의 고가역이다. 다만, 경사지에 입지하고 있기 때문에 시부야 방향 승강장은 지상과 같은 높이에 있다. 개찰구는 승강장 밑에 입지하여 있다.
화장실은 1층 개찰 내와 개찰 외의 2곳 모두 다기능 화장실을 운영한다.

### 승강장
| 번호 | 노선      | 방향 | 행선                                                                                  |
| ---- | --------- | ---- | ------------------------------------------------------------------------------------- |
| 1    | 도요코 선 | 하행 | 기쿠나・요코하마・ 미나토미라이 선 모토마치·주카가이 방면                             |
| 2    | 도요코 선 | 상행 | 시부야・ 후쿠토신 선 이케부쿠로・ 세이부 선 도코로자와・ 도부 도조 선 가와고에시 방면 |

## 역 주변
- 요코하마 시 고호쿠 구청
- 요코하마 시 고호쿠 소방서
- 고호쿠 공회당
- 오쿠라야마 공원(우메바야시) - 원내에 요코하마시 오쿠라야마 기념관이 있다.
- 오조네 제3공원
- 요코하마 오쿠라야마 우체국
- 요코하마 후토오미나미 우체국
- 요코하마 다루마치 우체국
- 요코하마 모로오카 우체국
- 요코하마 은행 오쿠라야마 지점
- 요코하마 시립 오쓰나 초등학교
- 요코하마 시립 마메도 초등학교
- 요코하마 시립 모로오카 초등학교
- 요코하마 시립 오쓰나 중학교
- 가나가와 현립 고호쿠 고등학교
- 도요코 선 오쿠라야마 상가

## 사진

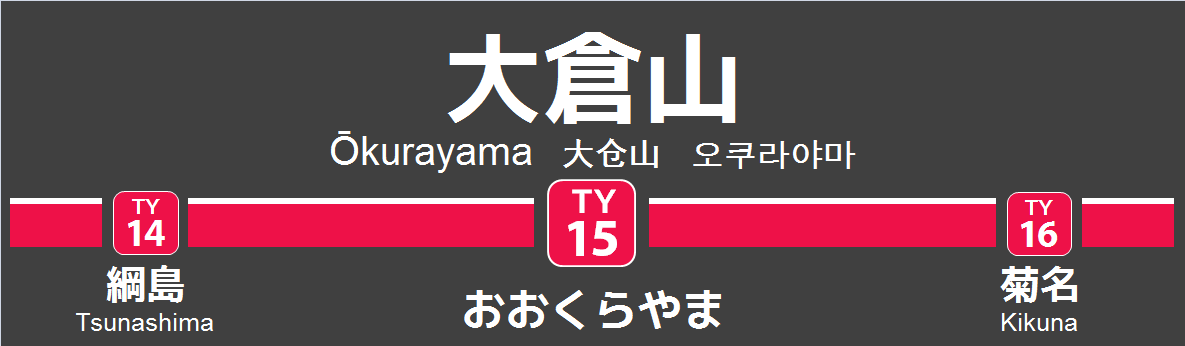
역명판

## 인접역
| 도쿄 급행 전철 도요코 선   | 도쿄 급행 전철 도요코 선 | 도쿄 급행 전철 도요코 선   |
| -------------------------- | ------------------------ | -------------------------- |
| TY 14 쓰나시마 시부야 방면 | ■ 각역정차               | 기쿠나 TY 16 요코하마 방면 |